# Volodímir Ribin
Volodímir Ivànovitx Ribin (en ucraïnès Володимир Іванович Рибін; Luhansk, 14 de setembre de 1980) és un ciclista ucraïnès, especialista en la pista on ha guanyat dues medalles als Campionats del Món, una d'elles d'or.

## Palmarès
- 2005
  -  Campió del món en Puntuació

### Resultats a laCopa del Món
- 2004
  - 1r a Aguascalientes, en Madison
- 2004-2005
  - 1r a Sydney, en Madison
  - 1r a Sydney, en Puntuació